# 22 (Craig David)
22 è l'ottavo album in studio del cantante britannico Craig David, pubblicato nel 2022.

## Tracce
1. Teardrops – 3:52
2. DNA (with Galantis) – 2:57
3. Who You Are (with MNEK) – 3:25
4. G Love (feat. Nippa) – 3:07
5. 21 (feat. Isong) – 3:37
6. Give It All Up – 3:09
7. Back to Basics (feat. Gracey) – 3:32
8. My Heart’s Been Waiting for You (feat. Duvall) – 3:25
9. What More Could I Ask For? (feat. Wretch 32) – 4:24
10. Obvious (feat. Muni Long) – 3:39
11. Gold – 3:00
12. Maybe – 3:06

- Tracce Bonus Edizione Deluxe

1. Gets Like That – 3:57
2. Best of Me – 3:05
3. Meant to Be – 3:45
4. Already Know (feat. Kyle) – 2:53
5. Yes (with Carmen Reece) – 4:10

- Tracce Bonus Edizione Super Deluxe

1. Used To – 2:50
2. Unconditional – 3:18
3. DNA (Part 2) – 3:50
4. Who You Are (Part 2) (with MNEK) – 3:48
5. DNA (acoustic) – 3:48
6. Who You Are (stripped, with MNEK) – 3:38

## Sample
- Who You Are ha un campionamento della canzone All My Life, interpretata da K-Ci & JoJo.
- In Best of Me vi è un sample di Heartbreaker, brano cantato da Mariah Carey e Jay-Z.

## Classifiche
| Classifica (2022) | Posizione raggiunta |
| ----------------- | ------------------- |
| Regno Unito       | 7                   |